# Johan Maurits Mohr
Pour les articles homonymes, voir Mohr.
Johan Maurits Mohr est un missionnaire et un astronome hollandais, né en août 1716 et mort le 27 octobre 1775.
Il se rend à Batavia (aujourd’hui Djakarta) pour y prêcher.
Passionné par l’astronomie, il met en place un grand observatoire dont la puissance était réputée à son époque. Il reçoit notamment la visite de James Cook (1728-1779) qui décrit en terme élogieux, dans son récit de voyage, l’installation de Mohr. Celui-ci joue un grand rôle dans l’étude scientifique de la future Indonésie.
Après sa mort, son observatoire tombe en désuétude et finit par disparaître.